# Etah (Inde)

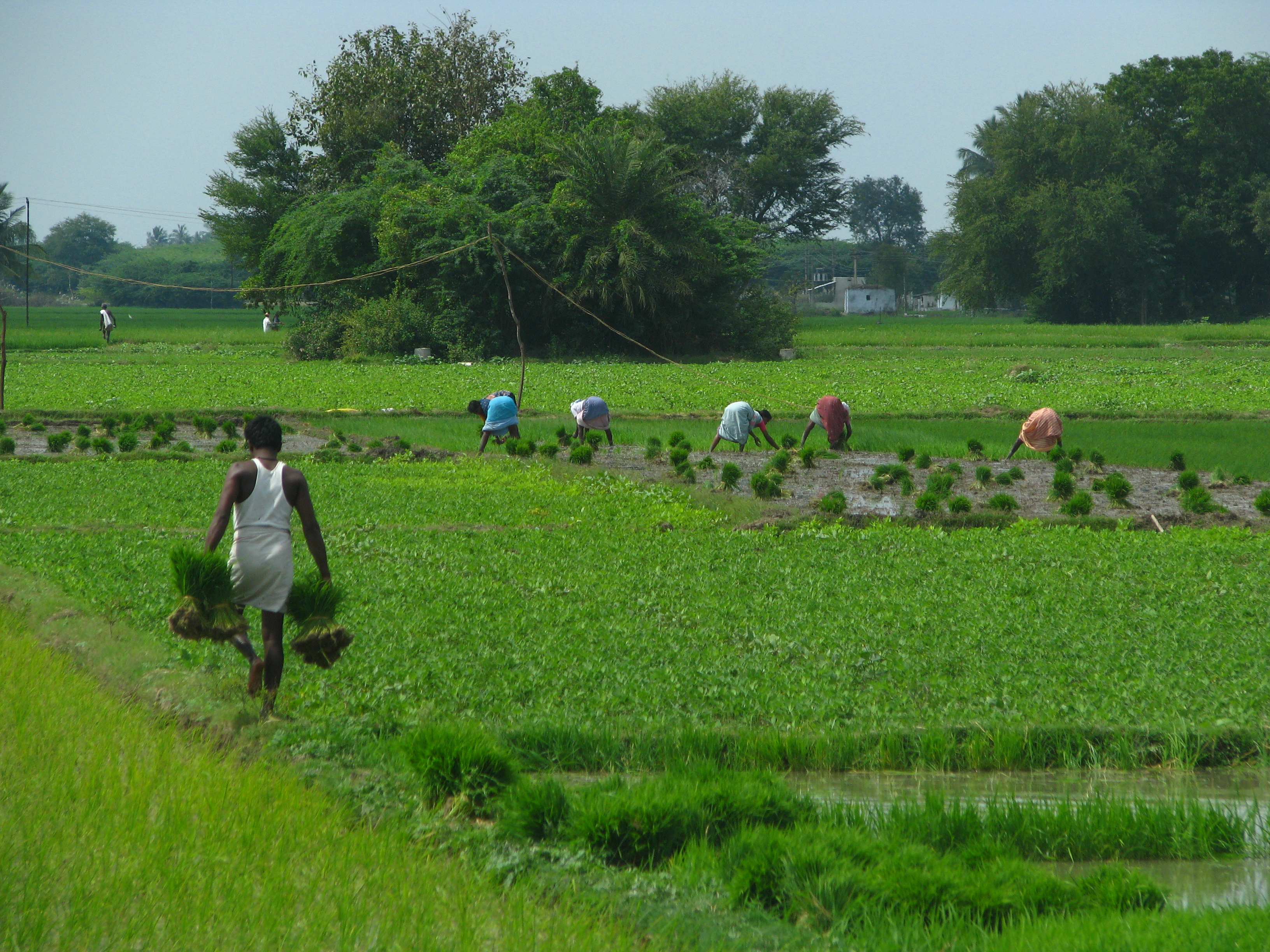
Des villageois ruraux plantent une nouvelle récolte de riz dans le district de Kanchipuram, au Tamil Nadu, en Inde.

Pour les articles homonymes, voir Etah.
Modèle:Infobox Ville de l'Indel
Etah est une ville indienne située dans le district d'Etah dans l’État de l'Uttar Pradesh. En 2011, sa population était de 131 023 habitants.
Modèle:Infobox Ville de l'Indel
Etah est une ville indienne située dans le district d'Etah dans l’État de l'Uttar Pradesh. En 2011, sa population était de 131 023 habitants.
Modèle:Infobox Ville de l'Indel
Etah est une ville indienne située dans le district d'Etah dans l’État de l'Uttar Pradesh. En 2011, sa population était de 131 023 habitants.
Modèle:Infobox Ville de l'Indel
Etah est une ville indienne située dans le district d'Etah dans l’État de l'Uttar Pradesh. En 2011, sa population était de 131 023 habitants.
Modèle:Infobox Ville de l'Indel
Etah est une ville indienne située dans le district d'Etah dans l’État de l'Uttar Pradesh. En 2011, sa population était de 131 023 habitants.

## Source de la traduction
- (en) Cet article est partiellement ou en totalité issu de l’article de Wikipédia en anglais intitulé « Etah » (voir la liste des auteurs).